# Praskov'ja Jur'evna Trubeckaja
Principessa Praskov'ja Jur'evna Trubeckaja, in russo Прасковья Юрьевна Трубецкая? (1762 – San Pietroburgo, 24 aprile 1848), è stata una nobildonna russa.

## Biografia
Era la figlia del consigliere privato, il principe Jurij Nikitič Trubeckoj (1736-1811), e di sua moglie, Dar'ja Aleksandrovna Rumjanceva (1730-1817).

## Matrimoni
Sposò il generale Fëdor Sergeevič Gagarin (1757-1794). Ebbero sei figli:
- Fëdor Fëdorovič (1786-1863)
- Vasilij Fëdorovič (1787-1829)
- Vera Fëdorovna (1790-1886), sposò Pëtr Andreevič Vjazemskij, ebbero otto figli;
- Nadežda Fëdorovna (1792-1883), sposò Boris Antonovič Četvertinskij, ebbero nove figli;
- Lubov' Fëdorovna (1793-1817), sposò Boris Vladimovič Poluektov, ebbero cinque figli;
- Sofija Fëdorovna (1794-1855), sposò Vasilij Ivanovič Ladomirskij, ebbero sei figli.

Durante la guerra russo-turca, seguì il marito a Iași. Successivamente lo seguì in Polonia, dove il marito venne ucciso durante la Rivolta di Varsavia.
Nel 1812 sposò il colonnello Pëtr Jur'evič Kologrivov.

## Morte
Morì il 24 aprile 1848.